# Okręty podwodne typu Redoutable
Okręty podwodne typu Redoutable – oceaniczne okręty podwodne należące do francuskiej marynarki wojennej (Marine nationale) podczas II wojny światowej. Były one oficjalnie nazywane „długopatrolowymi okrętami podwodnymi” (fr. Sous-marins de grande patrouille) lub „okrętami podwodnymi typu 1”. Były one również nazywane serią 1500 oraz zbudowane w trzech podtypach. Okręty podwodne typu Redoutable były powszechnie uważane za udane, niezawodne oraz zdatne do służby okręty podwodne z dobrym zasięgiem oraz uzbrojeniem. Zbudowano razem 31 jednostek tego typu, co czyniło go najliczniejszym typem okrętów podwodnych zbudowanym przez Marine nationale, stanowiącym połowę sił podwodnych francuskiej marynarki.

## Historia
Francuski przemysł stoczniowy nie miał zbyt dużego doświadczenia w budowie oceanicznych okrętów podwodnych i dlatego pierwszy typ tego rodzaju jednostek był wzorowany na niemieckich konstrukcjach z końca I wojny światowej. W latach 1924–1927 zbudowano dziewięć jednostek typu Requin. Przy wyporności nawodnej 974 t i podwodnej 1441 t rozwijały one na powierzchni prędkość 15 węzłów, zaś pod wodą 9 węzłów. Były dość silnie uzbrojone, bo w 10 wyrzutni torpedowych kal. 550 mm i jedno działo pokładowe kal. 100 mm. W latach 1935–1937 okręty te przeszły gruntowną modernizację. Podczas działań wojennych aż osiem z nich zostało zatopionych. 
Opracowany w 1924 roku program rozbudowy francuskiej floty podwodnej przewidywał budowę dużych okrętów oceanicznych przeznaczonych do działań na Atlantyku i ewentualnie z portów Indochin, gdzie Francja posiadała swoje kolonie. W ramach tego programu powstał projekt okrętu Redoutable. Budowę pierwszych okrętów z serii 31 jednostek rozpoczęto już w 1925 roku. Ponieważ we Francji okręty budowano dość wolno (średnio pięć lat), zadanie produkcji tak dużej serii rozłożono na kilka stoczni. Były to: At. & Ch. de la Loire, At. & Ch. de St. Nazaire-Penhoët, Arsenal de Brest, Chantiers Navals Français, At. & Ch. Dubigeon, Arsenal de Lorient, Arsenal de Cherbourg oraz F. & Ch. de la Méditerranée. Pierwsze jednostki ukończono w 1931 roku, a ostatnie dwa lata później. Jednak proces szkolenia i wprowadzania do służby zakończono dopiero w 1937 roku. 

## Opis konstrukcji

Sylwetka jednego z okrętów podwodnych typu Redoutable, „Casabianca”, z okresu II wojny światowej

Przy wyporności nawodnej 1570 t, podwodnej 2084 t i długości 92,3 m okręty podwodne typu Redoutable mogły osiągać na powierzchni prędkość 20 węzłów (39 km/h). Świadczyło to o starannym opracowaniu kształtu kadłuba i o tym, jak szybko odrabiano zaległości z minionych lat. Szerokość tych jednostek wynosiła 8,2 m, a zanurzenie 4,7 m. Dzięki 2 silnikom wysokoprężnym o łącznej mocy 4413 kW (6000 KM) oraz 2 silnikom elektrycznym o mocy 1765 kW (2400 KM), które napędzały dwie śruby, okręt mógł osiągnąć pod powierzchnią wody prędkość 10 węzłów (19 km/h). Okręty tego typu mogły zanurzyć się maksymalnie na głębokość 80 m, a ich załoga składała się z 63 oficerów i marynarzy. 
Silne było też uzbrojenie torpedowe. Z dziewięciu wyrzutni torpedowych kal. 550 mm na dziobie przewidziano sześć, zaś na rufie trzy. Dodatkowo za kioskiem zamontowano pod pokładem obrotowy podwójny aparat torpedowy kalibru 400 mm, przeznaczony do mniejszych celów. Uzbrojenie uzupełniało działo pokładowe kal. 100 mm, ustawione przed kioskiem, oraz dwa przeciwlotnicze karabiny maszynowe kal. 13,2 mm. Zasięg okrętów tego typu miał wynosić na powierzchni co najmniej 10 000 mil morskich.

## Służba operacyjna

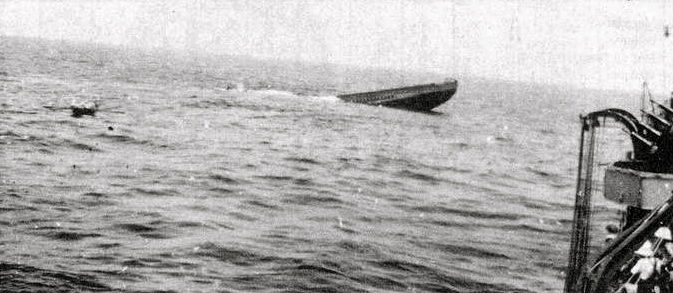
„Ajax” po zatopieniu przez brytyjskie okręty niedaleko Dakaru

Jeszcze przed wybuchem II wojny światowej zatonęły w wypadkach dwa okręty tego typu: „Prométhée” podczas prób 8 lipca 1932 roku w Cherbourgu i „Phénix” 15 czerwca 1939 roku w pobliżu Francuskich Indochin. W czasie wojny z pozostałych 29 jednostek ocalało zaledwie 5. Wraz z kapitulacją Brestu 18 czerwca 1940 roku załogi zatopiły następujące jednostki: „Pasteur”, „Achille”, „Agosta” i „Ouessant”. Podczas ataków na Dakar 23 i 24 września 1940 roku brytyjskie okręty zatopiły „Persée” i „Ajaksa”. „Sfax” został 19 grudnia 1940 roku zatopiony przez U-37, „Pégase’a” rozbrojono w Sajgonie 6 marca 1941 roku, pod koniec wojny zatopiło go japońskie lotnictwo. „Bévéziers” został zniszczony przez brytyjski samolot 5 maja 1942 roku w pobliżu Madagaskaru. Podczas lądowania na Madagaskarze Brytyjczycy zatopili „Le Héros” i „Monge”. W trakcie lądowania aliantów w północnej Afryce „Actéon” został zatopiony 8 listopada w Oranie, a „Sidi Ferruch” – 11 listopada 1942 roku. Dwa dni później własna załoga zatopiła „Le Conquérant”. 15 listopada identyczny los spotkał „Le Tonnant”. W momencie wkroczenia Niemców do Tulonu 27 listopada 1942 roku załogi zatopiły okręty: „Redoutable”, „Vengeur”, „Fresnel”, „Henri Poincaré”, „Pascal”, „Achéron” i „L'Espoir”. „Protée” zaginął zaś 29 grudnia 1943 roku. 
Po wojnie „Argo” wycofano ze służby w 1946 roku, a „Archimède”, „Le Glorieux”, „Le Centaure” i „Casabianca” w 1950 roku. 

## Okręty

### Pierwsza seria
- "Redoutable"
- "Vengeur"
- "Achéron"
- "Achille"
- "Actéon"
- "Ajax"
- "Archimède"
- "Argo"
- "Fresnel"
- "Henri Poincaré"
- "Monge"
- "Pascal"
- "Pasteur"
- "Pégase"
- "Persée"
- "Phénix"
- "Poncelet"
- "Prométhée"
- "Protée"

### Druga seria
- "L’Espoir"
- "Le Glorieux"
- "Le Centaure"
- "Le Héros"
- "Le Conquérant"
- "Le Tonnant"

### Trzecia seria
- "Agosta"
- "Sfax"
- "Casabianca"
- "Bévéziers"
- "Ouessant"
- "Sidi Ferruch"